# Spigolatrici della Chiesa
Le Spigolatrici della Chiesa sono un istituto secolare femminile di diritto pontificio.

## Storia
L'istituto fu fondato il 24 giugno 1947 a Prato da Pia Tavernelli e fu approvato come associazione laicale l'8 dicembre 1949. Fu eretto in istituto secolare di diritto diocesano da Pietro Fiordelli, vescovo di Prato, l'8 dicembre 1967.
Il titolo si ispira al personaggio biblico di Rut, che per sopravvivere raccoglieva le spighe di grano rimaste nel campo dopo la mietitura: le consacrate dell'istituto, infatti, non promuovono opere proprie, ma accettano le attività che i vescovi del luogo propongono loro.
Il riconoscimento di istituzione di diritto pontificio giunse il 6 agosto 2007.

## Diffusione
Oltre che in Italia, l'istituto è presente in Brasile, India, Malta, Polonia, Svizzera.
La sede principale è in via Magnolfi a Prato.
Nel 1973 l'istituto contava 90 membri.